# Ковальов Юрій Володимирович (радянський футболіст)
Юрій Володимирович Ковальов (рос. Юрий Владимирович Ковалёв; 1 липня 1954, Казань, Татарська АРСР, РРФСР, СРСР) — радянський і український футболіст, півзахисник, майстер спорту СРСР. У Вищій лізі грав за «Динамо» (Київ), «Зорю», «Дніпро» і «Торпедо» (Москва). Також виступав у командах «Металург» (Запоріжжя), «Зірка» (Кіровоград), СКА (Київ) і «Десна». Був капітаном молодіжної збірної СРСР. Чемпіон Європи серед молодіжних команд 1976 року.

## Клубна кар'єра
Вихованець ДЮСШ «Трудові резерви» з Казані і київського спортінтернату (тренер — Віктор Олексійович Горбач). У 1972 році став гравцем дублюючого складу «Динамо» (Київ). У сезоні 1974 року зіграв 7 матчів за основний склад, став володарем Кубка СРСР.
У 1975 році грав у «Зорі» (Ворошиловград). У складі команди став фіналістом Кубка СРСР і отримав звання майстра спорту. В наступному році повернувся в «Динамо», де грав протягом 3 сезонів. У 1976 році взяв участь в матчі 1/16 фіналу Кубка чемпіонів з белградським «Партизаном» (3:0).
У 1978 році перейшов у «Дніпро» (Дніпропетровськ), за який зіграв 24 матчі в Вищій лізі та 32 — в Першій лізі.
У 1979—1980 роках був гравцем московського «Торпедо». У 1981 році перейшов в команду Першої ліги «Металург» (Запоріжжя).
З 1982 по 1988 рік виступав у командах Другої ліги «Зірка» (Кіровоград), СКА (Київ) і «Десна» (Чернігів). У «Десні» був капітаном команди.
У сезоні 1994/95 зіграв 1 матч в Третій лізі України за клуб «Система-Борекс» (Бородянка).

## Кар'єра в збірній
Грав за молодіжну збірну СРСР, де був капітаном. У складі збірної в 1976 році став чемпіоном Європи серед молодіжних команд.

## Кар'єра тренера
У 1989 році працював у тренерському штабі «Десни». Згодом обіймав посади тренера і адміністратора в Дитячо-юнацькій футбольній школі «Динамо» (Київ).

## Стиль гри
Грав на лівому фланзі. Відрізнявся високою працездатністю, непоганою швидкістю і гарним ударом з лівої ноги.

## Досягнення
- Чемпіон Європи (U-23): 1976
- Срібний призер чемпіонату СРСР: 1976 (осінь)[1]
- Володар Кубка СРСР: 1974
- Фіналіст Кубка СРСР: 1975
- Переможець першості СРСР серед дублерів: 1972, 1974, 1976 (осінь), 1977.